# Conrad de Mure
Conrad de Mure, en allemand Konrad von Mure, né vers 1210 à Muri (actuellement en Suisse) et mort en mars 1281 à Zurich, est un maître de l'école capitulaire de Zurich. De 1259 à sa mort, il fut aussi premier chantre du chapitre du Grossmünster. Il est l'auteur d'œuvres d'érudition. Le rayonnement intellectuel de Zurich à la fin du XIIIe siècle lui doit beaucoup.

## Œuvres
- Novus Graecismus (avant 1250), traité grammatical.
- Libellus de naturis animalium (vers 1255), d'après les Etymologiae d'Isidore de Séville.
- Clipearius Teutonicorum (avant 1264), description de blasons de familles nobles. (En ligne.)
- Fabularius (v. 1273), recueil mythologique.
- Summa de arte prosandi (v. 1275), traité de rédaction et de diplomatique.
- Liber Ordinarius ou Breviarium chori Turicensis, en rapport avec sa fonction de chantre.

## Éditions
- De naturis animalium, éd. Árpad Péter Orbán, Heidelberg, 1989.
- Der 'Liber ordinarius' des Konrad von Mure. Die Gottesdienstordnung am Grossmünster in Zürich, éd. Heidi Leuppi, Freiburg, 1995.